# Seznam prezidentů Dominikánské republiky
Od nezávislosti v roce 1844 se do roku 2024 vystřídalo ve funkci prezidenta Dominikánské republiky 54 lidí. Mezi nimi jsou řádně zvolení prezidenti, prozatímní prezidenti i prezidenti, kteří se k moci dostali neústavní cestou. Během těchto let existovala i období, kdy roli prezidenta vykonávaly kolegiální orgány, například triumviráty, vojenské junty nebo státní rady.

## První republika (1844–1861)

### Ústřední vláda junty
Ústřední vláda junty byla prvním orgánem kolegiální a provizorní povahy, který vykonával výkonnou, zákonodárnou a soudní moc rodícího se dominikánského státu. Ten byl provizorně ustaven 28. února 1844 a následně formálně založen 1. března 1844. První republika prošla dvěma státními převraty a nakonec se rozpustila vyhlášením první ústavy 6. listopadu 1844.
|  | Jméno                                     | Fotografie | Od                | Do                 | Politická strana | Volby | Poznámka                                                       |
|  | ----------------------------------------- | ---------- | ----------------- | ------------------ | ---------------- | ----- | -------------------------------------------------------------- |
|  | Francisco del Rosario Sánchez (1817–1861) |            | 28. února 1844    | 1. března 1844     | -                | -     | prozatímní prezident ústřední vlády junty                      |
|  | Tomás Bobadilla (1785–1871)               |            | 1. března 1844    | 9. června 1844     | -                | -     | prezident ústřední vlády junty; svržen během státního převratu |
|  | Francisco del Rosario Sánchez (1817–1861) |            | 9. června 1844    | 12. července 1844  | -                | -     | prezident ústřední vlády junty; svržen během státního převratu |
|  | Pedro Santana (1801–1864)                 |            | 12. července 1844 | 14. listopadu 1844 | -                | -     | prezident ústřední vlády junty                                 |

### Prezidenti
|                 | Jméno                               | Fotografie      | Od                    | Do                    | Politická strana                                                             | Volby         | Poznámka |
| --------------- | ----------------------------------- | --------------- | --------------------- | --------------------- | ---------------------------------------------------------------------------- | ------------- | --- |
|                 | Pedro Santana (1801–1864)           |                 | 14. listopadu 1844    | 4. srpna 1848         | -                                                                            | 1844          | odstoupil |
|                 | Manuel Jimenes (1808–1854)          |                 | 8. září 1848          | 29. května 1849       | -                                                                            | 1848          | svržen během státního převratu |
|                 | Pedro Santana (1801–1864)           |                 | 30. května 1849       | 23. září 1849         | -                                                                            | -             | |
|                 | Santiago Espaillat (1785–185?)      |                 | nikdy se neujal úřadu | nikdy se neujal úřadu | -                                                                            | červenec 1849 | Espaillat byl senátorem za Santiago, poté co byl kolegiem voličů zvolen prezidentem, úřad nepřijal, neboť se obával, že jeho předchůdce podkope jeho skutečnou moc vládnout |
|                 | Buenaventura Báez (1812–1884)       |                 | 24. září 1849         | 15. února 1853        | -                                                                            | srpen 1849    | |
|                 | Pedro Santana (1801–1864)           |                 | 15. února 1853        | 26. května 1856       | -                                                                            | 1853          | odstoupil |
|                 | Manuel de Regla Mota (1795–1864)    |                 | 2. ledna 1855         | 2. září 1855          | -                                                                            | -             | viceprezident za Pedra Santany, zastupující prezident |
| 26. května 1856 | Manuel de Regla Mota (1795–1864)    | 8. října 1856   | -                     | -                     | viceprezident za Pedra Santany se ujal úřadu po rezignaci Santany; odstoupil |               | |
|                 | Buenaventura Báez (1812–1884)       |                 | 8. října 1856         | 12. června 1858       | -                                                                            | -             | viceprezident Manuela de Regla Moty se ujal úřadu po jeho rezignaci; odstoupil                                                                                              |
|                 | José Desiderio Valverde (1822–1903) |                 | 7. července 1857      | 31. srpna 1858        | -                                                                            | -             | samozvaný prezident |
|                 | Pedro Santana (1801–1864)           |                 | 13. června 1858       | 31. ledna 1859        | -                                                                            | -             | schválil připojení země ke Španělsku |
| 31. ledna 1859  | Pedro Santana (1801–1864)           | 18. března 1861 | -                     | 1859                  |                                                                              |               | schválil připojení země ke Španělsku |

## Španělská anexe (1861–1865)
|  | Jméno                                    | Fotografie | Od                | Do                | Politická strana | Volby | Poznámka                                   |
|  | ---------------------------------------- | ---------- | ----------------- | ----------------- | ---------------- | ----- | ------------------------------------------ |
|  | Pedro Santana (1801–1864)                |            | 18. března 1861   | 20. července 1862 | -                | -     | generální kapitán Santo Domingo; odstoupil |
|  | Felipe Ribero y Lemoine (1797–1873)      |            | 20. července 1862 | 22. října 1863    | -                | -     | generální kapitán Santo Domingo            |
|  | Carlos de Vargas y Cerveto (1803–1879)   |            | 23. října 1863    | 30. března 1864   | -                | -     | generální kapitán Santo Domingo            |
|  | José de la Gándara y Navarro (1801–1864) |            | 31. března 1864   | 11. července 1865 | -                | -     | generální kapitán Santo Domingo            |

## Dominikánská obnovovací válka (1863–1865)
|  | Jméno                                 | Fotografie | Od              | Do                | Politická strana | Volby | Poznámka                                                    |
|  | ------------------------------------- | ---------- | --------------- | ----------------- | ---------------- | ----- | ----------------------------------------------------------- |
|  | José Antonio Salcedo (1816–1864)      |            | 14. září 1863   | 10. října 1864    | -                | -     |                                                             |
|  | Gaspar Polanco (1801–1867)            |            | 10. října 1864  | 24. ledna 1865    | -                | -     |                                                             |
|  | Benigno Filomeno de Rojas (1821–1865) |            | 24. ledna 1865  | 24. března 1865   | -                | -     |                                                             |
|  | Pedro Antonio Pimentel (1830–1874)    |            | 25. března 1865 | 11. července 1865 | -                | -     | Španělsko přiznalo porážku a nařídilo stáhnutí se z ostrova |

## Druhá republika (1865–1916)
|                  | Jméno                                                                    | Fotografie         | Od                 | Do                                                                                                  | Politická strana | Volby      | Poznámka |
| ---------------- | ------------------------------------------------------------------------ | ------------------ | ------------------ | --------------------------------------------------------------------------------------------------- | ---------------- | ---------- | --- |
|                  | Pedro Antonio Pimentel (1830–1874)                                       |                    | 11. července 1865  | 4. srpna 1865                                                                                       | -                | -          | svržen během státního převratu |
|                  | José María Cabral (1816–1899)                                            |                    | 4. srpna 1865      | 15. listopadu 1865                                                                                  | Modrá strana     | -          | až do zvolení nového prezidenta byl Cabral Národním shromážděním prohlášen za "ochránce republiky" |
|                  | Pedro Guillermo (1814–1867)                                              |                    | 15. listopadu 1865 | 8. prosince 1865                                                                                    | -                | -          | byl jmenován prozatímním prezidentem do příjezdu Buenaventura Báeze, který byl dříve vyhoštěn do Curaçaa |
|                  | Buenaventura Báez (1812–1884)                                            |                    | 8. prosince 1865   | 29. května 1866                                                                                     | Červená strana   | 1865       | svržen během státního převratu |
|                  | Triumvirát                                                               |                    | 29. května 1866    | 22. srpna 1866                                                                                      | -                | -          | členové: Pedro Antonio Pimentel, Gregorio Luperón, Federico de Jesús García |
|                  | José María Cabral (1816–1899)                                            |                    | 22. srpna 1866     | 29. září 1868                                                                                       | Modrá strana     | -          | prozatímní prezident |
| 29. září 1868    | José María Cabral (1816–1899)                                            | 31. ledna 1868     | 1866               | první dominikánský prezident zvolený ve všeobecných přímých volbách; svržen během státního převratu | Modrá strana     |            | |
|                  | Manuel Altagracia Cáceres (1838–1878)                                    |                    | 31. ledna 1868     | 13. února 1868                                                                                      | -                | -          | |
|                  | Rada generálů                                                            |                    | 13. února 1868     | 2. května 1868                                                                                      | -                | -          | členové: José Antonio Hungría, Francisco Antonio Gémez Báez, José Ramón Luciano y Franco |
|                  | Buenaventura Báez (1812–1884)                                            |                    | 2. května 1868     | 2. ledna 1874                                                                                       | Červená strana   | 1868       | zbaven úřadu po porážce v šestileté válce |
|                  | Ignacio María González (1838–1915)                                       |                    | 25. listopadu 1873 | 21. ledna 1874                                                                                      | Zelená strana    | -          | |
|                  | Ignacio María González (1838–1915) Manuel Altagracia Cáceres (1838–1878) |                    | 21. ledna 1874     | 5. února 1874                                                                                       | -                | -          | Generálové ve velení Nejvyšší moci národa |
|                  | Ignacio María González (1838–1915)                                       |                    | 5. února 1874      | 23. února 1876                                                                                      | Zelená strana    | 1874       | odstoupil |
|                  | Rada státních tajemníků                                                  |                    | 23. února 1876     | 29. dubna 1876                                                                                      | -                | -          | členové: Pedro Tomás Garrido Matos, José de Jesús Eduardo de Castro Álvarez, Pedro Pablo de Bonilla y Correa-Cruzado, Juan Bautista Zafra y Miranda, Pablo López Villanueva (do 7. března 1876), Jacinto Peynado y Tejón (od 7. března 1876) |
|                  | Ulises Francisco Espaillat (1823–1878)                                   |                    | 29. dubna 1876     | 5. října 18765                                                                                      | Modrá strana     | 1876       | svržen během státního převratu |
|                  | Nejvyšší vládnoucí junta                                                 |                    | 5. října 18765     | 11. listopadu 1876                                                                                  | -                | -          | členové: Pedro Tomás Garrido Matos, José de Jesús Eduardo de Castro Álvarez, Juan Bautista Zafra y Miranda, Pablo López Villanueva, José Caminero Matías, Fidel Rodríguez Urdaneta, Juan Esteban Ariza Matos                                 |
|                  | Ignacio María González (1838–1915)                                       |                    | 11. listopadu 1876 | 9. prosince 1876                                                                                    | Zelená strana    | -          | odstoupil |
|                  | Marcos Antonio Cabral (1842–1903)                                        |                    | 10. prosince 1876  | 26. prosince 1876                                                                                   | -                | -          | předsedy prozatímní vlády junty |
|                  | Buenaventura Báez (1812–1884)                                            |                    | 27. prosince 1876  | 2. března 1878                                                                                      | Červená strana   | -          | svržen během státního převratu |
|                  | Ignacio María González (1838–1915)                                       |                    | 1. března 1878     | 3. května 1878                                                                                      | Zelená strana    | -          | předseda prozatímní vlády Národního hnutí |
|                  | Rada státních tajemníků                                                  |                    | 2. března 1878     | 5. března 1878                                                                                      | -                | -          | členové: José María Cabral, Joaquín Montolío |
|                  | Cesáreo Guillermo (1847–1885)                                            |                    | 5. března 1878     | 6. července 1878                                                                                    | Červená strana   | -          | prozatímní prezident |
|                  | Ignacio María González (1838–1915)                                       |                    | 6. července 1878   | 2. září 1878                                                                                        | Zelená strana    | 1878       | svržen během státního převratu |
|                  | Nejvyšší představitelé revolučního hnutí                                 |                    | 2. září 1878       | 6. září 1878                                                                                        | -                | -          | členové: Ulises Heureaux, Cesáreo Guillermo |
|                  | Jacinto de Castro (1811–1896)                                            |                    | 7. září 1878       | 29. září 1878                                                                                       | -                | -          | předseda Nejvyššího soudu; odstoupil |
|                  | Rada státních tajemníků                                                  |                    | 30. září 1878      | 27. února 1879                                                                                      | -                | -          | členové: Cesáreo Guillermo, Alejandro Angulo Guridi, Pedro María Aristy |
|                  | Cesáreo Guillermo (1847–1885)                                            |                    | 27. února 1879     | 6. prosince 1879                                                                                    | Červená strana   | 1879       | svržen během státního převratu |
|                  | Gregorio Luperón (1839–1897)                                             |                    | 6. října 1879      | 1. září 1880                                                                                        | Modrá strana     | -          | |
|                  | Fernando Arturo de Meriño (1833–1906)                                    |                    | 1. září 1880       | 1. září 1882                                                                                        | Modrá strana     | 1880       | |
|                  | Ulises Heureaux (1845–1899)                                              |                    | 1. září 1882       | 1. září 1884                                                                                        | Modrá strana     | 1882       | |
|                  | Francisco Gregorio Billini (1844–1898)                                   |                    | 1. září 1884       | 16. května 1885                                                                                     | Modrá strana     | 1884       | odstoupil |
|                  | Alejandro Woss y Gil (1856–1932)                                         |                    | 16. května 1885    | 6. ledna 1887                                                                                       | Modrá strana     | -          | viceprezident za Francisca Gregoria Billiniho se po jeho rezignaci ujal prezidentského úřadu |
|                  | Ulises Heureaux (1845–1899)                                              |                    | 6. ledna 1887      | 27. února 1899                                                                                      | Modrá strana     | 1886       | |
| 27. února 1899   | Ulises Heureaux (1845–1899)                                              | 27. února 1893     | 1888               | | Modrá strana     |            | |
| 27. února 1893   | Ulises Heureaux (1845–1899)                                              | 27. února 1897     | 1892               | | Modrá strana     |            | |
| 27. února 1897   | Ulises Heureaux (1845–1899)                                              | 26. července 1899  | 1896               | zabit při atentátu                                                                                  | Modrá strana     |            | |
|                  | Wenceslao Figuereo (1834–1910)                                           |                    | 26. července 1899  | 30. srpna 1899                                                                                      | Modrá strana     | -          | viceprezident za Ulisese Heureauxe se po jeho smrti ujal prezidentského úřadu; svržen během státního převratu |
|                  | Rada státních tajemníků                                                  |                    | 31. srpna 1899     | 31. srpna 1899                                                                                      | -                | -          | členové: Tomás Demetrio Morales, Aristides Patiño, Enrique Henríquez y Alfau, Jaime R. Vidal, Braulio Álvarez |
|                  | Lidová revoluční vládní junta                                            |                    | 31. srpna 1899     | 4. září 1899                                                                                        | -                | -          | členové: Mariano Cestero, Álvaro Logroño, Arístides Patiño, Pedro María Mejía |
|                  | Horacio Vásquez (1860–1936)                                              |                    | 4. září 1899       | 15. listopadu 1899                                                                                  | Červená strana   | -          | prozatímní prezident |
|                  | Juan Isidro Jimenes Pereyra (1846–1919)                                  |                    | 15. listopadu 1899 | 2. května 1902                                                                                      | Modrá strana     | 1899       | svržen během státního převratu |
|                  | Horacio Vásquez (1860–1936)                                              |                    | 26. dubna 1902     | 23. dubna 1903                                                                                      | Červená strana   | -          | svržen během státního převratu |
|                  | Alejandro Woss y Gil (1856–1932)                                         |                    | 23. března 1903    | 1. srpna 1903                                                                                       | Modrá strana     | -          | prozatímní prezident |
| 1. srpna 1903    | Alejandro Woss y Gil (1856–1932)                                         | 24. listopadu 1903 | 1903               | svržen během státního převratu                                                                      | Modrá strana     |            | |
|                  | Carlos Felipe Morales (1868–1914)                                        |                    | 24. listopadu 1903 | 17. června 1904                                                                                     | Červená strana   | -          | prozatímní prezident |
| 17. června 1904  | Carlos Felipe Morales (1868–1914)                                        | 24. prosince 1905  | 1904               | odstoupil                                                                                           | Červená strana   |            | |
|                  | Rada státních tajemníků                                                  |                    | 24. prosince 1905  | 29. prosince 1905                                                                                   | -                | -          | členové: Manuel Lamarche García, Emiliano Tejera, Andrés Julio Montolío, Francisco Leonte Vásquez Lajara, Carlos Ginebra, Eladio Victoria, Federico Velásquez y Hernández.                                                                   |
|                  | Ramón Cáceres (1834–1910)                                                |                    | 29. prosince 1905  | 1. července 1908                                                                                    | Červená strana   | -          | viceprezident Carlose Felipeho Moralese se po jeho rezignaci ujal funkce prezidenta |
| 1. července 1908 | Ramón Cáceres (1834–1910)                                                | 11. listopadu 1911 | 1908               | zabit během atentátu na počátku občanské války                                                      | Červená strana   |            | |
|                  | Rada státních tajemníků                                                  |                    | 19. listopadu 1911 | 5. prosince 1911                                                                                    | -                | -          | členové: Miguel Antonio Román, José María Cabral |
|                  | Eladio Victoria (1864–1939)                                              |                    | 5. prosince 1911   | 27. února 1912                                                                                      | -                | -          | prozatímní prezident jmenovaný kongresem |
| 27. února 1912   | Eladio Victoria (1864–1939)                                              | 30. listopadu 1912 | 1912               | odstoupil na konci občanské války                                                                   | -                |            | |
|                  | Adolfo Alejandro Nouel (1862–1937)                                       |                    | 1. prosince 1912   | 13. dubna 1913                                                                                      | -                | -          | prozatímní prezident jmenovaný kongresem; odstoupil |
|                  | José Bordas Valdez (1834–1910)                                           |                    | 14. dubna 1913     | 15. června 1914                                                                                     | -                | -          | prozatímní prezident jmenovaný kongresem |
| 15. června 1914  | José Bordas Valdez (1834–1910)                                           | 27. srpna 1914     | červen 1914        | odstoupil na konci občanské války                                                                   | -                |            | |
|                  | Ramón Báez (1858–1929)                                                   |                    | 28. srpna 1914     | 5. prosince 1914                                                                                    | -                | -          | prozatímní prezident |
|                  | Juan Isidro Jimenes Pereyra (1846–1919)                                  |                    | 6. prosince 1914   | 4. května 1916                                                                                      | Modrá strana     | říjen 1914 | |

## Okupace Spojenými státy (1916–1924)
|  | Jméno                                            | Fotografie | Od                | Do                 | Politická strana | Volby | Poznámka                                                               |
|  | ------------------------------------------------ | ---------- | ----------------- | ------------------ | ---------------- | ----- | ---------------------------------------------------------------------- |
|  | Juan Isidro Jimenes Pereyra (1846–1919)          |            | 4. května 1916    | 7. května 1916     | Modrá strana     | -     | odstoupil kvůli americké okupaci                                       |
|  | Rada státních tajemníků                          |            | 7. května 1916    | 31. července 1916  | -                | -     | členové: Jaime Mota, Bernardo Pichardo, Federico Velásquez y Hernández |
|  | Francisco Henríquez y Carvajal (1859–1935)       |            | 31. července 1916 | 29. listopadu 1916 | -                | -     | prozatímní prezident jmenovaný kongresem, z úřadu odstraněn Američany  |
|  | Neobsazeno (29. listopadu 1965 – 21. října 1922) |            |                   |                    |                  |       |                                                                        |
|  | Juan Bautista Vicini Burgos (1871–1935)          |            | 21. října 1922    | 12. července 1924  | -                | -     | prozatímní prezident                                                   |

## Třetí republika (1924–1965)
|                |                | Jméno                                                      | Fotografie          | Od                | Do                | Politická strana              | Volby | Poznámka |
| -------------- | -------------- | ---------------------------------------------------------- | ------------------- | ----------------- | ----------------- | ----------------------------- | ----- | --- |
|                |                | Horacio Vásquez (1860–1936)                                |                     | 12. července 1924 | 3. března 1930    | Červená strana                | 1924  | svržen během státního převratu |
|                |                | Rafael Estrella Ureña (1889–1945)                          |                     | 3. března 1930    | 16. srpna 1930    | Republikánská strana          | -     | ministr vnitra a policie za Horacia Vásqueze, po převratu se ujal prezidentského úřadu |
|                |                | Rafael Trujillo (1891–1961)                                |                     | 16. srpna 1930    | 16. srpna 1934    | Konfederace stran             | 1930  | |
| 16. srpna 1934 | 16. srpna 1938 | Rafael Trujillo (1891–1961)                                | Dominikánská strana | 1934              |                   |                               |       | |
|                |                | Jacinto Peynado(1878–1940)                                 |                     | 16. srpna 1938    | 7. března 1940    | Dominikánská strana           | 1938  | zemřel během výkonu funkce |
|                |                | Manuel de Jesús Troncoso(1878–1955)                        |                     | 7. března 1940    | 18. května 1942   | Dominikánská strana           | -     | viceprezident za Jacinta Peynada, převzal prezidentský úřad po jeho smrti |
|                |                | Rafael Trujillo (1891–1961)                                |                     | 18. května 1942   | 16. srpna 1947    | Dominikánská strana           | 1942  | |
| 16. srpna 1947 | 16. srpna 1952 | Rafael Trujillo (1891–1961)                                | 1947                |                   |                   | Dominikánská strana           |       | |
|                |                | Héctor Trujillo (1908–2002)                                |                     | 1. března 1951    | 1. října 1951     | Dominikánská strana           | -     | zastupující prezident |
| 16. srpna 1952 | 16. srpna 1957 | Héctor Trujillo (1908–2002)                                | 1952                |                   |                   | Dominikánská strana           |       | |
| 16. srpna 1957 | 3. srpna 1960  | Héctor Trujillo (1908–2002)                                | 1957                | odstoupil         |                   | Dominikánská strana           |       | |
|                |                | Joaquín Balaguer (1906–2002)                               |                     | 3. srpna 1960     | 31. prosince 1961 | Dominikánská strana           | -     | viceprezident pod vedením Héctora Truilla, ujal se prezidentského úřadu po jeho rezignaci; odstoupil |
|                |                | Státní rada pod prezidentem                                |                     | 1. ledna 1962     | 16. ledna 1962    | -                             | -     | členové: Joaquín Balaguer (prezident), Rafael Filiberto Bonnelly (viceprezident), Eduardo Read Barreras, Eliseo Pérez Sánchez, Nicolás Pichardo, Luis Amiama Tió, Antonio Imbert Barrera; svrženi během státního převratu                  |
|                |                | Občansko-vojenská junta pod prezidentem Hubertem Bogaertem |                     | 16. ledna 1962    | 18. ledna 1962    | -                             | -     | členové: Huberto Bogaert (prezident), Amando Óscar Pacheco, Luis Amiama Tió, Antonio Imbert Barrera, Enrique Valdez Vidaurre, Wilfredo Medina Natalio, Neit Rafael Nivar Seiias                                                            |
|                |                | Státní rada pod prezidentem Rafaelem Filibertem Bonnellym  |                     | 18. ledna 1962    | 27. února 1963    | -                             | -     | členové: Rafael Filiberto Bonnelly (prezident), Eduardo Read Barreras, Eliseo Pérez Sánchez, Nicolás Pichardo, Luis Amiama Tió, Antonio Imbert Barrera, Donald Reid Cabral                                                                 |
|                |                | Juan Bosch (1860–1936)                                     |                     | 27. února 1963    | 25. září 1963     | Dominikánská revoluční strana | 1962  | svržen během státního převratu |
|                |                | Víctor Elby Viñas Román (1925–2004)                        |                     | 25. září 1963     | 26. září 1963     | -                             | -     | prezident prozatímní vlády junty |
|                |                | Triumvirát pod prezidentem Emiliem de los Santos           |                     | 26. září 1963     | 23. prosince 1963 | -                             | -     | členové: Emilio de los Santos (prezident), Manuel Enrique Tavares Espaillat, Ramón Tapia Espinal |
|                |                | Triumvirát pod prezidentem Donaldem Reidem Cabralem        |                     | 23. prosince 1963 | 25. dubna 1965    | -                             | -     | členové: Donald Reid Cabral (prezident), Ramón Tapia Espinal (odstoupil 8. dubna 1964), Ramón Cáceres Troncoso (od 8. dubna 1964), Manuel Enrique Tavares Espaillat (odstoupil 27. června 1964); sesazen během dominikánské občanské války |

## Dominikánská občanská válka (1965)
|  | Jméno                                        | Fotografie                                   | Od                                           | Do                                           | Politická strana                      | Volby | Poznámka |
|  | -------------------------------------------- | -------------------------------------------- | -------------------------------------------- | -------------------------------------------- | ------------------------------------- | ----- | --- |
|  | Revoluční výbor                              |                                              | 25. dubna 1965                               | 25. dubna 1965                               | -                                     | -     | členové: Vinicio Fernández Pérez, Giovanni Gutiérrez Ramírez, Francisco Caamaño, Eladio Ramírez Sánchez, Pedro Bartolomé Benoit |
|  | José Rafael Molina Ureña (1921–2000)         |                                              | 25. dubna 1965                               | 27. dubna 1965                               | konstitucionalista (pro Juana Bosche) | -     | členové: odstoupil |
|  | Neobsazeno (27. dubna 1965 – 4. května 1965) |                                              |                                              |                                              | konstitucionalista (pro Juana Bosche) | -     | |
|  | Francisco Caamaño (1932–1973)                |                                              | 4. května 1965                               | 3. září 1965                                 | konstitucionalista (pro Juana Bosche) | -     | prezident byl jmenovaný kongresem, odstoupil |
|  | Neobsazeno (25. dubna 1965 – 1. května 1965) | Neobsazeno (25. dubna 1965 – 1. května 1965) | Neobsazeno (25. dubna 1965 – 1. května 1965) | Neobsazeno (25. dubna 1965 – 1. května 1965) | loajalisti (provládní)                | -     | |
|  | Vojenská junta                               |                                              | 1. května 1965                               | 7. května 1965                               | loajalisti (provládní)                | -     | členové: Pedro Bartolomé Benoit (prezident), Olgo Santana Carrasco, Enrique Apolinar Casado Saladín; odstoupili |
|  | Vláda za národní obnovu                      |                                              | 7. května 1965                               | 30. srpna 1965                               | loajalisti (provládní)                | -     | členové: Antonio Imbert Barrera (prezident), Carlos Grisolía Poloney, Alejandro Zeller Cocco, Pedro Bartolomé Benoit, Julio Desiderio Postigo Arias (odstoupil 10. srpna 1965), Leonte Bernard Vásquez (od 10. srpna 1965); odstoupili |
|  | Neobsazeno (30. srpna 1965 – 3. září 1965)   |                                              |                                              |                                              |                                       |       | |
|  | Héctor García-Godoy (1921–1970)              |                                              | 3. září 1965                                 | 1. července 1966                             | přechodná vláda                       | -     | členové: prozatímní prezident |

## Čtvrtá republika (od 1965)
|                | Jméno                                | Fotografie     | Od               | Do               | Politická strana | Volby | Poznámka |
| -------------- | ------------------------------------ | -------------- | ---------------- | ---------------- | ---------------- | ----- | --- |
|                | Joaquín Balaguer (1906–2002)         |                | 1. července 1966 | 16. srpna 1970   | PRSC             | 1966  | |
| 16. srpna 1970 | Joaquín Balaguer (1906–2002)         | 16. srpna 1974 | 1970             |                  | PRSC             |       | |
| 16. srpna 1974 | Joaquín Balaguer (1906–2002)         | 16. srpna 1978 | 1974             |                  | PRSC             |       | |
|                | Antonio Guzmán Fernández (1911–1982) |                | 16. srpna 1978   | 4. července 1982 | PRD              | 1978  | během výkonu funkce spáchal sebevraždu                                                                                       |
|                | Jacobo Majluta Azar (1934–1996)      |                | 4. července 1982 | 16. srpna 1982   | PRD              | žádné | viceprezident, který dokončil mandát poté, co spáchal předchozí prezident sebevraždu                                         |
|                | Salvador Jorge Blanco (1926–2010)    |                | 16. srpna 1982   | 16. srpna 1986   | PRD              | 1982  | |
|                | Joaquín Balaguer (1906–2002)         |                | 16. srpna 1986   | 16. srpna 1990   | PRSC             | 1986  | po obvinění z podvodu během voleb v roce 1994, bylo dosaženo dohody, která omezila po sobě jdoucí prezidentská období na dvě |
| 16. srpna 1990 | Joaquín Balaguer (1906–2002)         | 16. srpna 1994 | 1990             |                  | PRSC             |       | po obvinění z podvodu během voleb v roce 1994, bylo dosaženo dohody, která omezila po sobě jdoucí prezidentská období na dvě |
| 16. srpna 1994 | Joaquín Balaguer (1906–2002)         | 16. srpna 1996 | 1994             |                  | PRSC             |       | po obvinění z podvodu během voleb v roce 1994, bylo dosaženo dohody, která omezila po sobě jdoucí prezidentská období na dvě |
|                | Leonel Fernández (* 1953)            |                | 16. srpna 1996   | 16. srpna 2000   | PLD              | 1996  | |
|                | Hipólito Mejía (* 1941)              |                | 16. srpna 2000   | 16. srpna 2004   | PRD              | 2000  | |
|                | Leonel Fernández (* 1953)            |                | 16. srpna 2004   | 16. srpna 2008   | PLD              | 2004  | |
| 16. srpna 2008 | Leonel Fernández (* 1953)            | 16. srpna 2012 | 2008             |                  | PLD              |       | |
|                | Danilo Medina (* 1951)               |                | 16. srpna 2012   | 16. srpna 2016   | PLD              | 2012  | |
| 16. srpna 2016 | Danilo Medina (* 1951)               | 16. srpna 2020 | 2016             |                  | PLD              |       | |
|                | Luis Abinader (* 1967)               |                | 16. srpna 2020   | dosud            | PRM              | 2020  | |